# Air Bud
Air Bud es una película de 1997 que marcó el inicio de la serie del perro Buddy, un golden retriever. El nombre de la película pudo haber sido sacado de "Air Jordan", el apodo del baloncestista Michael Jordan.
Esta película fue financieramente un éxito pese a haber sido rebasada por Air Force One a la hora de ocupar el puesto #1 en la película del fin de semana, pero sacando 4 millones de dólares en su debut y totalizando 24 millones de dólares, contra un presupuesto de 3 millones. En el Top 50 de Cartoon Craze de películas infantiles de todos los tiempos, Air Bud terminó en el 2.º lugar detrás de Toy Story.

## Sinopsis
La película comienza mostrando a un chico de 12 años, Josh Framm. Luego de la muerte de su padre en un accidente aéreo, Josh se muda con su familia al estado de Washington y tiene miedo de la prueba de ingreso al equipo de baloncesto y también es demasiado tímido para hacer nuevos amigos. Un día, se encuentra con Buddy, un golden retriever que escapó de su cruel dueño, un payaso alcohólico llamado Norman Snively, que había encerrado a Buddy en su caseta de perro luego de haber causado problemas en una fiesta de cumpleaños y lo llevaba al refugio de animales cuando su jaula se cayó de la camioneta. Luego, Josh se da cuenta de que Buddy tiene una rara habilidad para el baloncesto. La madre de Josh solo quiere tener a Buddy hasta Navidad y planea enviarlo a la perrera si no encuentran a su verdadero dueño. Pero, su madre se da cuenta de lo mucho que Josh ama a Buddy. Cuando Josh despierta en el día de Navidad y Buddy no estaba en su habitación, él baja las escaleras y ve a Buddy con un moño en su cabeza. Su madre le acaba de obsequiar a Buddy como su regalo de Navidad.
Josh quiere unirse al equipo de baloncesto, pero se asusta en el último minuto y acaba convertido en el aguador por un abusón llamado Larry Willigham. Luego de darse cuenta de dos lugares disponibles y del talento de Buddy, Josh intenta de nuevo la prueba a pesar de la negativa del técnico Joe Barker, pero igual se une. En su primer partido, Buddy aparece e irrumpe en la cancha causando el pánico entre los jugadores e incluso echando a perder la canasta de Larry, pero los espectadores lo aman. Luego del juego, Buddy encontró al técnico Barker abusando de Tom, uno de los jugadores del equipo de Josh y el que le dio una cáscara de naranja de la suerte que consiguió en un juego de los Seattle SuperSonics, tratando de hacer que agarre mejor lanzándole balones. Barker es despedido y reemplazado por el ingeniero de la escuela, Arthur Chaney, persona que luego Josh descubrió que era un jugador de los New York Knicks en 1956. Buddy se convierte en la mascota de la escuela de Josh y comienza a aparecer en los shows de medio tiempo, pero a Larry no le gusta a Buddy debido a su alergia a los perros y cuando Arthur lo sustituye por su mala conducta, su padre lo saca del equipo. Pero justo antes del juego del campeonato, el verdadero dueño de Buddy, Snively, engaña a su madre y roba a Buddy. Josh lo sigue y se esconde en el patio trasero, lugar donde Buddy estaba encadenado. Snively inicialmente no ve a Josh debido a la cantidad de latas en su ventana hasta que caen y logra ver a Josh huyendo con Buddy. Josh y el perro logran escapar, y Snively los persigue en su camioneta. La persecución sigue hasta un estacionamiento cerca del lago, lugar en donde su camioneta se va descomponiendo, ocasionando que el vehículo se hunda pero Snively sobrevive. Unos pocos minutos después, Josh decide dejar a Buddy libre para que encuentre a alguien más que lo cuide.
Josh llega cuando el partido ya empezó, y vio que Larry se unió a un equipo rival llamado los Warriors. Inicialmente, su equipo pierde por una gran ventaja hasta que Buddy aparece. El técnico de los Warriors no está de acuerdo en dejar a un perro jugar baloncesto, pero cuando se descubre que no hay ninguna regla que diga que un perro no puede jugar baloncesto, Buddy se une al equipo y suman puntos durante el partido. Cuando faltaban 10 segundos y perdían por la mínima diferencia, Buddy pasa el balón a Josh que estaba frente al aro. Esos 10 segundos le recordaron su primera prueba para entrar al campeonato y Josh se congela. Pero él reacciona a tiempo y lanza el balón al aro justo en el momento que la campana tocaba y daba por finalizado el partido, dándoles el campeonato, haciendo que Larry acepte su derrota.
Al rato, Snively llega a la escuela y demanda a la familia Framm por la custodia de Buddy. Afortunadamente, por la sugerencia del técnico Chaney, de quien el juez era fan, ordenó que el perro decidiría cuál sería su mejor dueño. Durante el duelo, Snively saca su diario, que frecuentemente usaba para pegar a Buddy, y lo llama, causando que Buddy ataque a Snively, rompiendo su diario y corriendo hacia Josh. El juez da la custodia de Buddy a Josh mientras que Snively, que corre hacia Buddy y Josh en un intento de obtener al perro de nuevo, es llevado por la policía y arrestado, mientras que Josh y el resto de los ciudadanos disfrutan por el nuevo hogar de Buddy, el perro basquetbolista.

## Reparto
Nota: Las voces son las originales y no las dobladas.
- Kevin Zegers como Josh Framm.
- Michael Jeter como Norman Snively.
- Wendy Makkena como la señora Jackie Framm.
- Bill Cobbs como el técnico Arthur Chaney.
- Eric Christmas como el juez Cranfield.
- Jonas Fredrico como Julius Aster.
- Nicola Cavendish como el director Pepper.
- Brendan Fletcher como Larry Willingham.
- Norman Browning como el señor Buck Willingham.
- James Manley como el profesor Plum.
- Joeseph Lester como el padre Cunningham.
- Stephen E. Miller como el director Joe Barker.
- Shayn Solberg como Tom Stewart.
- Jesebel Mather y Kati Mather como Andrea Framm.
- Snazin Smith como la enfermera (no aparece en los créditos).

## Lanzamiento en vídeo doméstico
Air Bud fue lanzada para la VHS el 23 de diciembre de 1997 y al DVD el 4 de febrero de 1998. Fue relanzada el 3 de marzo de 2009 en una edición especial de DVD, teniendo comentarios de B-Dawg, Budderball, Rosebud, Buddha, Mudbud, Molly, y Buddy.

## Secuelas
La película tuvo muchas secuelas y spin-offs. En cada secuela, Buddy aprende a jugar otro deporte.
La siguiente lista indica la secuela, la posición en la serie, y qué deporte o tema está en él:

### Películas de Air Bud (1997-2003)
- Air Bud (1997) (Básquetbol)
- Air Bud: Golden Receiver 2 (1998) (Football)
- Air Bud: World Pup 3 (2000) (Soccer)
- Air Bud: Seventh Inning Fetch 4 (2002) (Béisbol)
- Air Bud: Spikes Back 5 (2003) (Beach Voleyball)

### Películas de Air Buddies (2006-2013)
- Air Buddies (2006) (Aventura/Familia)
- Snow Buddies (2008) (Carreras de perros de trineo/Alaska/Familia)
- Space Buddies (2009) (Exploración espacial/Familia)
- Santa Buddies (2009) (Navidad/Familia)
- The Search for Santa Paws (2010) (Navidad/Familia)
- Spooky Buddies (2011) (Futuro; Halloween/Familia)
- Treasure Buddies (2012) (Futuro; Aventura/Familia)
- Santa Paws 2: The Santa Pups(2012)
- Super Buddies (2013) (Acción/Comedia/Familia)